# アムパワー郡
座標: 北緯13度25分30秒 東経99度57分24秒 / 北緯13.42500度 東経99.95667度
アムパワー郡（アムパワーぐん）はタイ中部・サムットソンクラーム県の郡（アムプー）の一つ。

## 名前
旧称バーンチャーン。アムパワーとは「マンゴー園」という意味である。アンパワーとも。

## 歴史

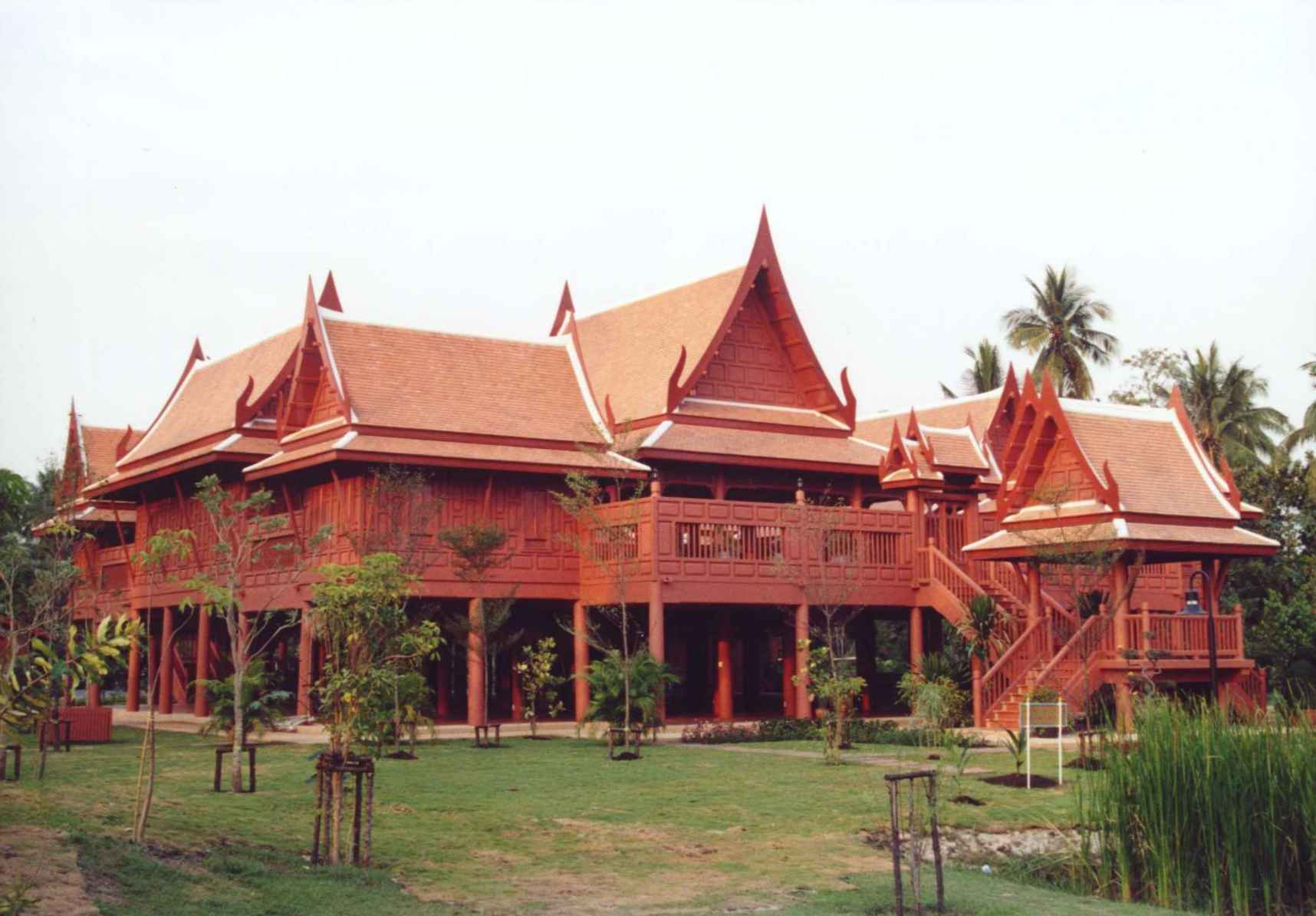
ラーマ2世公園

アユタヤ王朝時代、アムパワーの近辺はクウェーン・バーンチャーンという名で知られていた。クウェーンバーンチャーンは小さなコミュニティーで農業や商業を中心に成り立っていたと考えられている。プラーサートトーン王の時代の記録にここにタラート・バーンチャーンと呼ばれる市場があったことが記録されている。
ラーマ1世の妻、アマリンの誕生地としても知られ、アマリン妃の親族には後の1913年7月15日ナ・バーンチャーンの名前が下賜された。また、ラーマ2世の生誕の地でもあり、生誕地にはラーマ2世公園がある。

## 地理
郡内にはメークローン川が流れており、郡内の一級河川となっている。
交通は国道325号線が南北に通っており、南にサムットソンクラーム方面、北にダムヌーンサドゥワックと通じている。

## 経済
ココヤシ、ザボン、レイシなどの果物類の生産が盛ん。郡は直接海に面していないが、海に近く、エビや魚の養殖も行われている。

## 行政区分
郡は12のタムボンに分かれ、さらにその下位に96の村（ムーバーン）がある。テーサバーンが一つ設置されており以下のようになっている。
- テーサバーンタムボン・アムパワー・・・タムボン・アムパワー
- テーサバーンタムボン・ムアンマイ・・・タムボン・ムアンマイ

また郡内にはタムボン行政体（オンカーンボーリハーンスワンタムボン）が11設置されている。
| 1. タムボン・アムパワー・・・ตำบลอัมพวา 2. タムボン・スワンルワン・・・ตำบลสวนหลวง 3. タムボン・ターカー・・・ตำบลท่าคา 4. タムボン・ワットプラドゥー・・・ตำบลวัดประดู่ 5. タムボン・ムアンマイ・・・ตำบลเหมืองใหม่ 6. タムボン・バーンチャーン・・・ตำบลบางช้าง 7. タムボン・クウェーオーム・・・ตำบลแควอ้อม 8. タムボン・プラーイポーンパーン・・・ตำบลปลายโพงพาง 9. タムボン・バーンケー・・・ตำบลบางแค 10. タムボン・プレークナームデーン・・・ตำบลแพรกหนามแดง 11. タムボン・イーサーン・・・ตำบลยี่สาร 12. タムボン・バーンナーンリー・・・ตำบลบางนางลี่ | Map of tambon |